# Voacanga foetida
Voacanga foetida là một loài thực vật có hoa trong họ La bố ma. Loài này được (Blume) Rolfe miêu tả khoa học đầu tiên năm 1883.